# أناجيل إكتيرناك

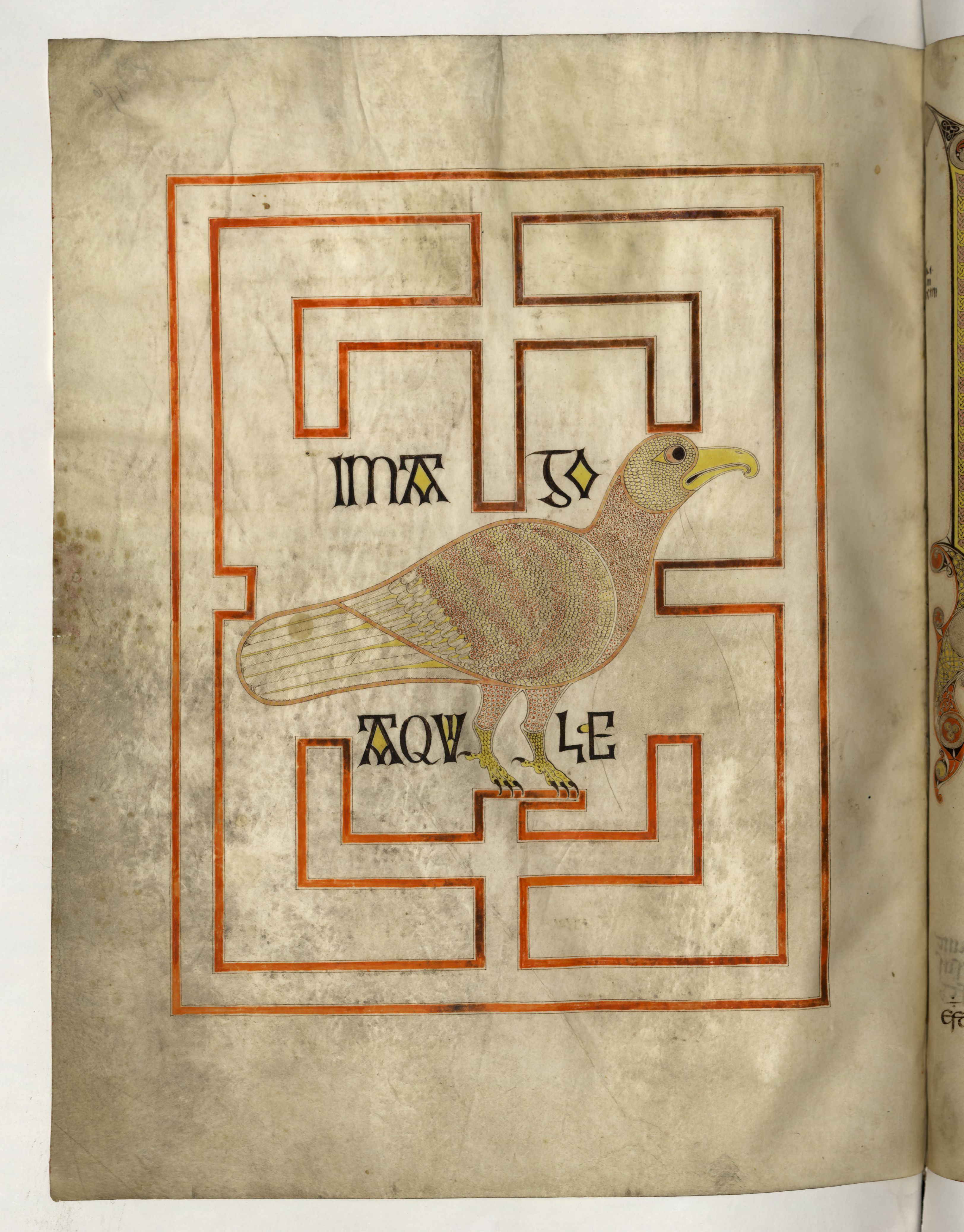
النسر ، رمز القديس يوحنا من الأناجيل إختيرناخ

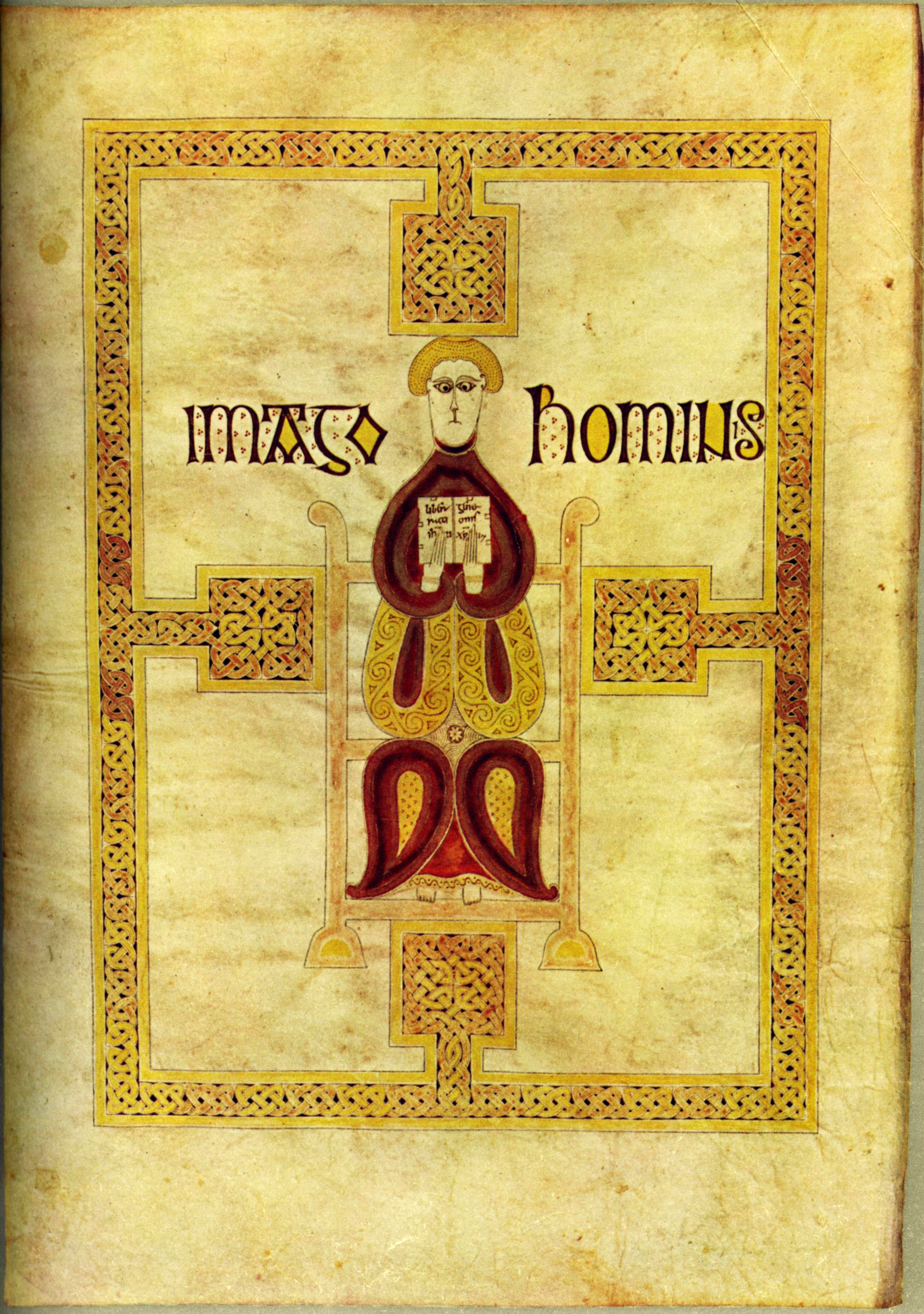
الرجل ، رمز سانت ماثيو

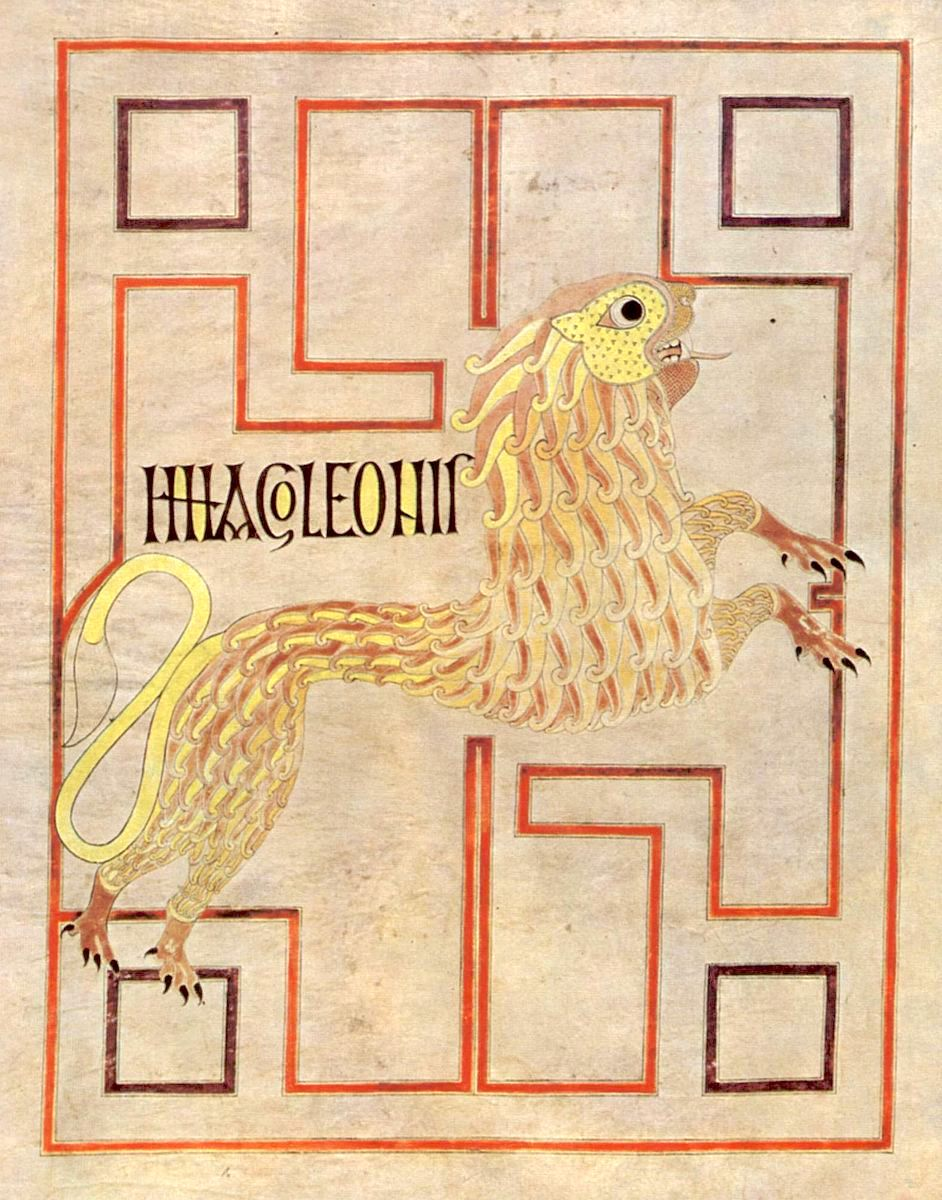
رمز الأسد للقديس مرقس من إنجيل أختيرناخ.

أناجيل إكتيرناك تمت كتابتها على وجه الافتراض، في دير ليندزفارن في نورثمبريا حوالي عام 690. كان هذا الموقع مهمًا جدًا لإنتاج المخطوطات من أسلوب الفن الجزيري، مثل إنجيل درم وأناجيل ليندزفارن. ويعتقد أن كاتب أناجيل درم هو من كتب أناجيل إكتيرناك كذلك. الأناجيل موجودة الآن في مجموعة المكتبة الوطنية الفرنسية في باريس.

## التاريخ والانتقال
تمثل أناجيل إكتيرناك التاريخ الغني لزخارف مخطوطات هيبرنو ساكسوني وتأثير هذه الأعمال على الكنيسة التي تعود إلى العصور الوسطى. استولت الأسلوبية التخطيطية على المسيحية الرومانية في اللغة البصرية للجزيرة. ثم تم تصدير هذه اللغة المرئية في جميع أنحاء أوروبا، وفي حالة إنجيل أختيرناخ، إلى لوكسمبورغ، كأدوات تعليمية للتحويل. لم يكن حتى عام 1802 تركوا الدير عندما تم العلمنة من قبل الثورة الفرنسية.

## الحواش
1. 1 2  وصلة مرجع: http://www.europeanaregia.eu/en/manuscripts/paris-bibliotheque-nationale-france-mss-latin-9389/en. الوصول: 2 يناير 2018.
2. ↑  Brown, Manuscripts from the Anglo-Saxon Age, 11.
3. ↑  De Hamel, A History of Illuminated Manuscripts, 32.

## قائمة المراجع
- ألكساندر، مخطوطات جي جي جي المعزولة ، من القرن السادس إلى التاسع . لندن: هـ. ميلر، 1978.
- بيد (الجليلة). الأعمال التاريخية للبدعة الجليلة . ترجم من قبل القس جوزيف ستيفنسون. أوكسفورد: مطبعة جامعة أكسفورد، 1853.
- براون، ميشيل. مخطوطات من العصر الأنجلوسكسوني . تورنتو: مطبعة جامعة تورنتو، 2007.
- دي هامل، كريستوفر. تاريخ المخطوطات المضيئة . لندن: مطبعة فايدون، 1997.
- هانتر بلير، بيتر. مقدمة في إنجلترا الأنجلوسكسونية . نيويورك: مطبعة جامعة كامبريدج، 1977
- أكسفورد الفن على الإنترنت. «بستان الفن على الإنترنت: مخطوطة.» تم الوصول إليه في 4 يونيو 2013. http://www.oxfordartonline.com/subscriber/article/grove/art/T053965؟q=the+Echternach+Gospels&search=quick&pos=6&_start=1#firsthit
- شابيرو، ماير. لغة الأشكال: محاضرات عن فن المخطوطات المعزولة . نيويورك: مكتبة بيربونت مورغان، 2005.
- سنايدر، جيمس، هنري لوتيكويزن، ودورثي فيركيرك. فن القرون الوسطى . Upper Saddle River، NJ: Prentice Hall، 2006.
- ويلسون، David M. Anglo-Saxon Art: من القرن السابع إلى الفتح النورماندي . لندن: التايمز وهدسون، 1984.

## روابط خارجية
- نانسي نيتزر، تفاعل ثقافي في القرن الثامن: إنجيل ترير وصنع سيناريو في Echternach
- مزيد من المعلومات في المخطوطات اللاتينية السابقة